# Гіпотеза життєвого циклу
Гіпо́теза життє́вого ци́клу — гіпотеза, згідно якої споживач прагне згладити рівень споживання протягом усього життя, зберігаючи частину наявного доходу в працездатному віці і витрачаючи заощадження після виходу на пенсію.
Гіпотеза використовується в макроекономічних моделях для опису поведінки споживачів.

## Історія
Гіпотеза була запропонована Франко Модільяні спільно з Альбертом Андо й Річардом Брумбергом. Необхідність в ній була пов'язана з тим, що основний психологічний закон Кейнса й заснована не ньому кейнсіанська функція споживання недостатньо переконливо описували спостережувану залежність між споживанням та рівнем наявного доходу. Кейнс вважав, що споживання залежить тільки від поточного доходу. Збільшення доходу веде до росту споживання, але не в тій мірі в якій росте дохід. Середня схильність до споживання зменшується в міру росту доходу.
У реальності співвідношення між споживанням і доходом виявилося дуже стійким. Споживачі беруть до уваги не тільки поточний, але й очікуваний дохід за весь період свого життя. Крім того, вони намагаються згладжувати споживання, тобто прагнуть підтримувати його стабільний рівень за рахунок заощаджень. У період працездатності вони зберігають частину доходу, щоб витратити його після виходу на пенсію.
Гіпотеза життєвого циклу поряд з гіпотезою постійного доходу стала однією з моделей, які явно враховували наявність горизонту планування. Обидві гіпотези спираються на теорію міжчасового вибору, запропоновану Ірвінгом Фішером.

## Формулювання гіпотези
Гіпотеза життєвого циклу заснована на припущенні, що споживач у працездатному віці зберігає частину наявного доходу до моменту виходу на пенсію. Він також може володіти початковим капіталом (багатством), що дістався в спадок або грошима, накопиченими його батьками до моменту досягнення ним повноліття. Тоді частина початкового багатства може споживатися протягом життя, а частина зберігається у вигляді заощаджень. Після досягнення пенсійного віку споживач витрачає накопичене для того, щоб підтримувати звичний рівень життя.

### Математична модель
Припустимо, що очікувана тривалість життя споживача становить {\displaystyle T} років, а його початковий капітал дорівнює {\displaystyle W}. Споживач вважає, що щорічно він буде заробляти дохід у розмірі {\displaystyle Y} до тих пір, поки не піде на пенсію через {\displaystyle R} років. Тоді сумарна величина добробуту за всю активну частину життя складе {\displaystyle W+RY}. Для зручності передбачається, що відсоткова ставка дорівнює нулю.
Споживач витрачає наявні й очікувані фінансові ресурси рівномірно протягом усього життя. Щорічна сума витрат на споживання буде визначатися даною формулою:
{\displaystyle C={\frac {W+RY}{T}}}
Тоді функцію споживання можна записати у такий спосіб:
{\displaystyle C={\frac {1}{T}}W+{\frac {R}{T}}Y}
Якщо перепозначити коефіцієнти при W і Y, то вийде:
{\displaystyle C=aW+bY},
де {\displaystyle a} — гранична схильність до споживання початкового багатства; {\displaystyle b} — гранична схильність до споживання доходу.

## Нормативне значення гіпотези
Гіпотеза життєвого циклу використовується в економіці для опису реальної поведінки людей, тобто є частиною позитивної економічної теорії. Однак її можна трактувати і як нормативну вимогу. Формування заощаджень на випадок непередбаченої втрати доходу або накопичення на старість розглядаються в теорії особистих фінансів як приклад раціональної поведінки.